# Patinellaria sanguinea
Patinellaria sanguinea är en svampart som först beskrevs av Christiaan Hendrik Persoon, och fick sitt nu gällande namn av Petter Adolf Karsten 1885. Patinellaria sanguinea ingår i släktet Patinellaria och familjen Helotiaceae.  Arten är reproducerande i Sverige. Inga underarter finns listade i Catalogue of Life.